# Морелле, Франсуа
Франсуа Шарль Алексис Альберт Морелле (фр. François Charles Alexis Albert Morellet; 30 апреля 1926, Шоле, Франция — 10 мая 2016, там же) — французский скульптор, художник и гравёр, пионер кинетического и светового искусств, один из классиков геометрического абстракционизма. Стоял у истоков создания художественного направления GRAV.

## Биография
Франсуа Морелле родился в 1926 году в небольшом городке Шоле на востоке Франции. Самостоятельно учился живописи, посещая частные уроки, параллельно в Институте восточных языков и культур изучал русский язык, а также вёл семейный бизнес, доставшийся ему от отца.
После непродолжительного периода увлечения фигуративизмом Морелле по примеру Пита Мондриана в 1950 году отказался от предметной живописи в пользу абстракции, начав использовать в двумерных композициях простые линии, квадраты и треугольники. Позже он скажет, что пришёл ко мнению, что его работы должны «позволить наблюдателю найти то, что он сам хочет».
Первая персональная выставка художника-абстракциониста Морелле состоялась в 1950 году в парижской «Галерее Крёзе» (фр. Galerie Creuze). В начале 60-х годов он наравне с коллегами Франциско Собрино, Орасио Гарсией-Росси, Уго Демарко, Хулио Ле Парком, Жан-Пьером Иваралом, Верой Молнар и Франсуа Молнаром стал сооснователем Группы исследования визуального искусства (фр. Groupe de Recherche d’Art Visuel), члены которой занимались кинетическим искусством и пользовались научно-экспериментальными методами с использованием свойств света и оптических иллюзий. В это же время при создании своих композиций Морелле начал использовать неоновые трубки, ставшие впоследствии его «визитной карточкой».

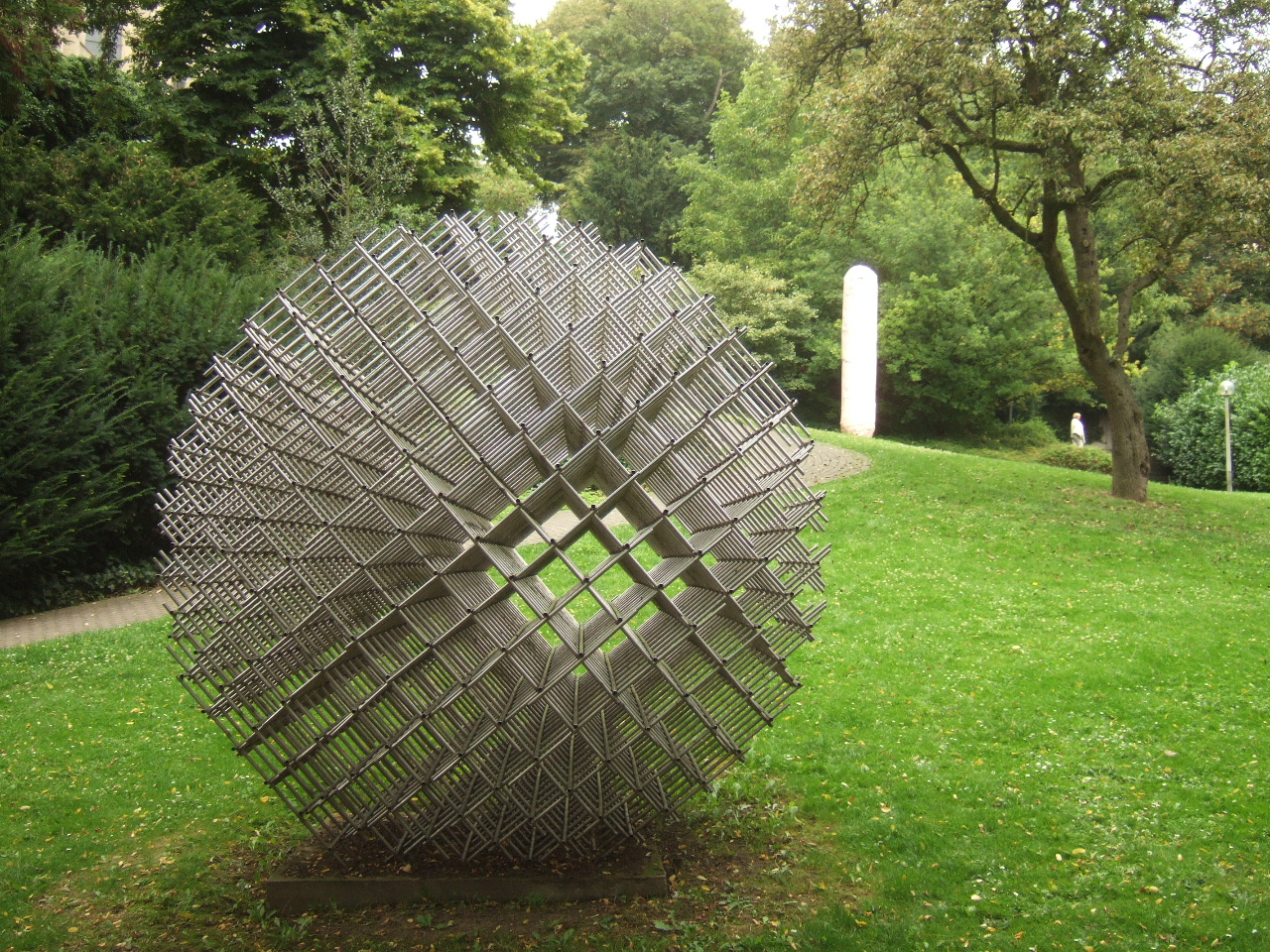
Сфера-сетка в скульптурном парке Городского музея Мёнхенгладбаха

Помимо световых инсталляций Франсуа Морелле создал ряд уникальных скульптур, размещённых на открытых пространствах. Среди его работ — «Сферы-сетки» (фр. Sphère-Trame) — шары, выполненные из металлических решёток и расположенные в музеях Мёнхенгладбаха и Вупперталя.
Во Франции Морелле считается одним из важнейших деятелей искусства своего поколения. В 2010 году, спроектировав по-новому окна в пространстве лестницы Лефуэля, он стал вторым художником (после Жоржа Брака), который при жизни создал работу по заказу Лувра. Спустя год в Национальном центре Помпиду состоялась ретроспектива его работ, последняя прижизненная выставка художника. 

## Галерея работ

Альбом из 10 шелкографий за 10 лет, Франсуа Морелле, 1952—1961
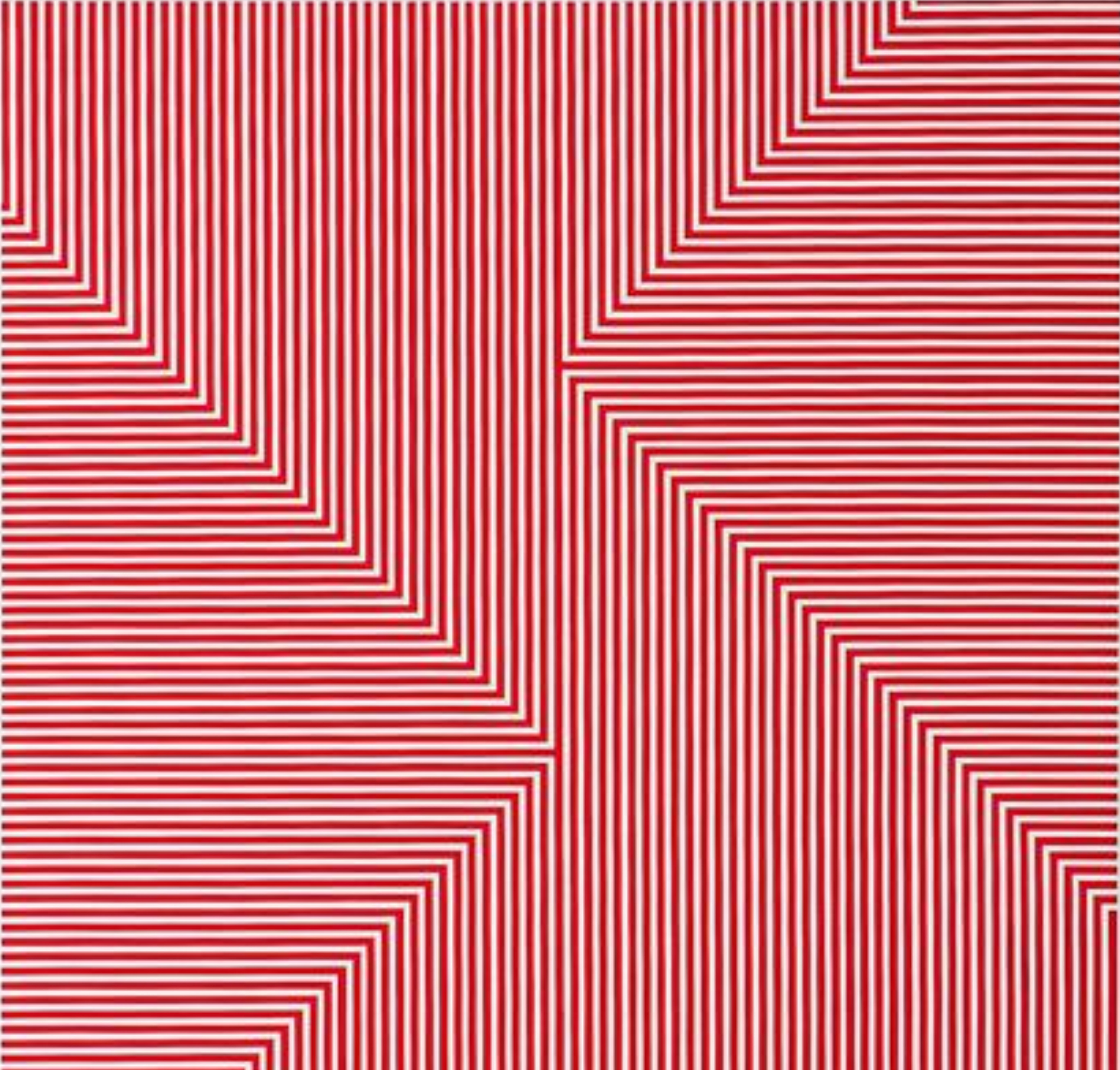
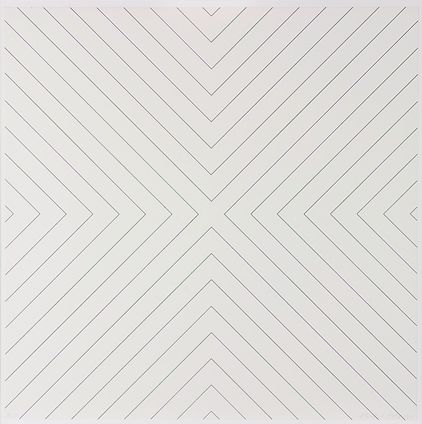
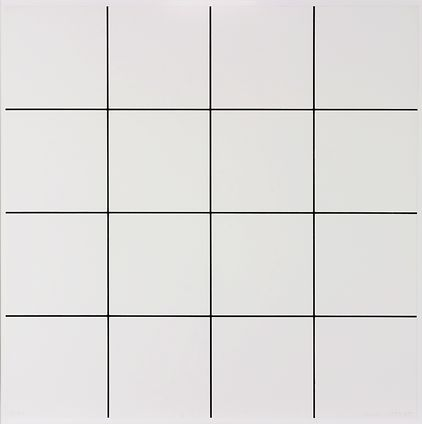
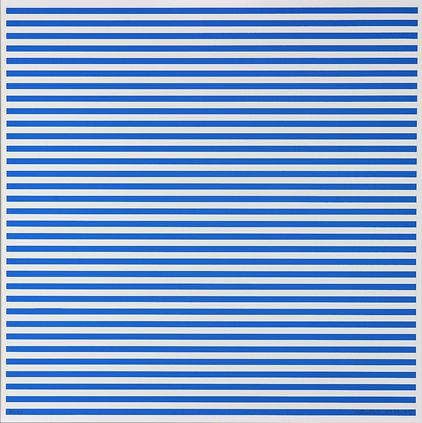

## Память
- Весной 2016 года была учреждена специальная награда, названная именем Морелле, вручаемая ежегодно за вклад в развитие современного искусства[6].
- В октябре 2017 года Музей искусства и истории города Шоле открыл зал, полностью посвящённый деятельности художника.